# Donskoje (Kaliningrad, Bagrationowsk)
Donskoje (донское, deutsch Dothen, Adlig Gedau und Schwengels) war ein Ort, der drei ehemalige Ortschaften im ostpreußischen Kreis Heiligenbeil umfasste und dessen Ortsstelle heute im Munizipalkreis Rajon Bagrationowsk (Stadtkreis Preußisch Eylau) in der Oblast Kaliningrad (Gebiet Königsberg (Preußen)) der Russischem Föderation liegt.

## Geographische Lage
Die Ortsstelle Donskojes liegt unmittelbar an der russisch-polnischen Staatsgrenze im südlichen Westen der Oblast Kaliningrad, 26 Kilometer östlich der einstigen Kreisstadt Heiligenbeil (russisch Mamonowo) bzw. 21 Kilometer westlich der heutigen Rajonshauptstadt Bagrationowsk (deutsch Preußisch Eylau).

## Geschichte

### Bis 1945

#### Dothen
Geographische Lage von Dothen
Die Ersterwähnung des seinerzeit Doyten genannten Gutsorts ist auf das Jahr 1480 datiert. Nach 1495 hieß der Ort Doten, nach 1539 Dohten und bereits vor 1785 bis 1947 Dothen. 1874 wurde der Gutsbezirk Dothen Teil des Amtsbezirks Maraunen (russisch Michailowskoje) im Kreis Heiligenbeil in Ostpreußen. 79 Einwohner zählte Dothen im Jahre 1910.
Am 30. September 1928 verlor Dothen seine Eigenständigkeit und wurde mit den Nachbarorten Bomben (russisch Alexandrowskoje) und Rittergut Gedau (russisch Donskoje) in die Landgemeinde Bombitten (russisch Ochotnoje) eingegliedert. Am 30. September 1931 wurde Dothen – jetzt als Ortschaft der Landgemeinde Bombitten – in die Landgemeinde Schwengels (russisch Donskoje) umgegliedert.
Nördlich von Dothen verlief die Bahnstrecke Zinten–Preußisch Eylau (russisch Kornewo–Bagrationowsk), die 1939 in Verlängerung der Strecke Heiligenbeil (Mamonowo)–Zinten gebaut wurde. Dothen wurde Bahnstation, doch fand hier kein Zughalt statt, denn bevor die Strecke richtig eingerichtet war, wurde sie kriegsbedingt wieder abgerissen.
1945 kam Dothen in Kriegsfolge mit dem gesamten nördlichen Ostpreußen zur Sowjetunion.

#### Adlig Gedau (Rittergut Gedau)
Geographische Lage von Adlig Gedau
Das Rittergut Gedwo wurde nach 1414 Geduwo, nach 1437 Gedau, nach 1820 Adlig Gehdau, nach 1895 bis 1947 Adlig Gedau, auch Rittergut Gedau genannt. 1874 wurde es dem Amtsbezirk Maraunen (russisch Michailowskoje) im ostpreußischen Kreis Heiligenbeil zugeordnet. Der Gutsbezirk Gedau zählte im Jahre 1910 69 Einwohner.
Am 30. September 1928 kam Adlig Gedau wie auch der Nachbarort Dothen mit Bomben (russisch Alexandrowskoje) zur Landgemeinde Bombitten (russisch Ochotnoje). 1945 wurde auch das Rittergut Adlig Gedau Teil der Sowjetunion.

#### Schwengels
Geographische Lage von Schwengels
Bei Schwengels handelte es sich um ein großes Gut. Im Jahre 1414 wurde es erstmals als Swengel erwähnt und hieß danach Swengelinge und vor 1785 bereits bis 1947 Schwengels. Wie Dothen und Adlig Gedau kam auch Schwengels 1874 zum Amtsbezirk Maraunen (russisch Michailowskoje) im ostpreußischen Kreis Heiligenbeil. 114 Einwohner waren 1910 in Schwengels gemeldet.
In der Vorkriegszeit änderte sich für Schwengels Vieles: am 30. September 1928 wurde der Gutsbezirk Schwengels in die Landgemeinde Montitten (heute polnisch Mątyty) eingegliedert, und am 11. Dezember 1931 wurde eben diese Landgemeinde Montitten in „Schwengels“ umbenannt. Drei Wochen später wurde die Ortschaft Dothen (Donskoje) der Gemeinde Bombitten (russisch Ochotnoje) nach Schwengels umgemeindet, am 1. Januar 1933 dann die Ortschaft Montitten der Gemeinde Schwengels in die Landgemeinde Arnstein (heute polnisch Jarzeń) im Amtsbezirk Schönwalde (polnisch Grabowiec) umgegliedert. Im Jahre 1933 belief sich die Zahl der Einwohner von Schwengels auf 495, im Jahre 1939 auf 411.
In Folge des Zweiten Weltkriegs wurde das Gemeindegebiet von Schwengels im Jahre 1945 zwischen der Sowjetunion und Polen geteilt.

### Ab 1945

#### Donskoje
Von der Gemeinde Schwengels wurde nah 1945 das Ortsgebiet von Montitten (Mątyty) wieder ausgegliedert und dem polnischen Hoheitsgebiet zugerechnet. Das nördliche und Gemeindegebiet Schwengels kam zur Sowjetunion. Wie Dothen als auch Adlig Gedau behielt Schwengels bis 1947 den deutschen Namen, erst dann wurden alle drei auf den gemeinsamen Name „Donskoje“ umbenannt.
Donskoje gehörte zunächst zum Oktjabrski selski Sowet (Dorfsowjet Oktjabrskoje (Moritten)), nach dessen Auflösung im Jahre 1954 wohl zum Tschapjewski selski Sowet (Dorfsowjet Tschapajewo (Schlauthienen)), und wohl erst 1963 zum Kornewski selski Sowet (Dorfsowjet Kornewo (Zinten)). Doch vermutlich wegen der Grenzlage wurde Donskoje nicht mehr regulär besiedelt und wohl schon bald aufgegeben. Offiziell galt der Ort schon lange vor 1988 als verlassen und somit untergegangen.
Die Ortsstelle Donskoje bzw. die der drei früheren Ortschaften gehört heute zum Munizipalkreis Rajon Bagrationowsk (Stadtkreis Preußisch Eylau) in der Oblast Kaliningrad (Gebiet Königsberg (Preußen)) der Russischen Föderation.

## Religion
Bis 1945 gab es in Dothen, Adlig Gedau und Schwengels fast ausnahmslos Einwohner evangelischer Konfession. Die Orte gehörten zum Kirchspiel Zinten (russisch Kornewo) in der Kirchenprovinz Ostpreußen der Kirche der Altpreußischen Union.

## Verkehr
Lagen Dothen und Adlig Gedau nordöstlich der Straße Zinten (Kornewo)–Hussehnen (Pogranitschnoje)–Roditten (Nagornoje)–Preußisch Eylau (Bagrationowsk), so führte diese mitten durch das Gemeindegebiet von Schwengels. Die einzelnen Ortsstellen der dann zu Donskoje gerechneten Ortschaften sind heute kaum noch erkennbar. Auch die Bahnstrecke, an der Dothen lag, ist demontiert.